# Juris magister
Juris magister (jur.mag. eller J.M.) är en akademisk examen som avläggs vid vissa universitet i Finland. Examen omfattar 300sp (akademiska poäng) inklusive den grundläggande juristutbildning som den utgör en påbyggnad av.
Examen är i Sverige närmast motsvarande en juristexamen (270 hp). I andra länder kallas en liknande utbildning magister juris eller magister iuris.
I Sverige kallas ibland vardagligt en filosofie magister-examen med inriktning mot affärsjuridik för juris magister, men det är inte någon formell benämning på en sådan examen.